# Dipara kakamegensis
Dipara kakamegensis – gatunek błonkówki z rodziny Diparidae. Endemit Kenii.

## Taksonomia
Gatunek ten opisany został po raz pierwszy w 2021 roku przez Christopha Brauna i Ralpha S. Petersa na łamach „ZooKeys”. Jako lokalizację typową wskazano Las Kakamega w Kenii. Epitet gatunkowy pochodzi od tejże lokalizacji.

## Morfologia samicy
Błonkówka o ciele długości od 1483 do 2227 µm i ubarwieniu głównie jaskrawo żółtobrązowym.
Okrągła do owalnej, 1,2–1,6 raza szersza niż wysoka głowa ma siateczkowane ciemię, górną część twarzy i okolicę międzyczułkową oraz gładką dolną część twarzy z dwoma ciemnobrązowymi przepaskami poprzecznymi przerwanymi ponad nadustkiem i pasmem białym pomiędzy nimi. Blisko siebie osadzone czułki mają brązowy z wierzchu i bladożółtawobiały od spodu trzonek, żółtawobrązowe nóżkę i cztery początkowe człony biczyka, brązowe człony biczyka od piątego do siódmego oraz bladożółtawobiałą buławkę.
Mezosoma jest przeciętnie szeroka. Przedplecze, tarcza śródplecza, axillae oraz tarczka  ma siateczkowaną powierzchnię. Na tarczy śródplecza widnieją dwie czarne plamy. Notauli są lekko zbieżne w ⅔ długości owej tarczy. Skrzydła są skrócone, przednia ich para sięga do pierwszego tergitu gastra. Odnóża są żółtawobrązowe z białymi biodrami ostatniej pary. Pozatułów jest pośrodku pomarszczony, po bokach natomiast poprzecznie żeberkowany i pomarszczony.
Metasoma ma 1,2–1,7 razy dłuższy niż szeroki, siateczkowato-pomarszczony pomostek. Gaster ma gładkie tergity, z których pierwszy zakrywa go w 1/3, a szósty i siódmy są brązowo nakrapiane w okolicy przysadek. Pokładełko ma osłonkę o brązowym szczycie.

## Ekologia i występowanie
Owad afrotropikalny, znany wyłącznie z Lasu Kakamega w Kenii. Spotykany na rzędnych od 1570 do 1649 m n.p.m. Zasiedla ściółkę.